# Hans Sauermann
Hans Martin Sauermann (* 22. Mai 1885 in Blaich; † 1960) war ein deutscher Kunsthistoriker und Kunsthändler.

## Leben und Wirken
Seine Eltern waren der Fabrikbesitzer Philipp Sauermann und dessen Ehefrau Margarethe. Nach dem Schulbesuch studierte er Kunstgeschichte in München, Freiburg im Breisgau, Erlangen und Florenz. 1910 promovierte er mit der Dissertation Die gotische Bildnerei und Tafelmalerei in der Dorfkirche zu Kalchreuth.
Seit 1928 war er Geschäftsführer und Teilhaber der Kunsthandlung Julius Böhler in München, in die er 1916 eingetreten war. Von 1933 bis 1935 war er im Vorstand des Bundes der deutschen Kunst- und Antiquitätenhändler e. V. Zusammen mit Finanzbeamten taxierte er 1936 bei der Arisierung die Sammlung Agathe und Ernst Saulmann für Julius Harry Böhler.
Joseph Goebbels ernannte ihn am 15. November 1935 zum Mitglied des Reichskultursenats. 1938 wurde er in den Ausschuss der Kommission zur Verwertung der Produkte Entarteter Kunst berufen.